# Кускіа (Айдахо)
Кускіа (англ. Kooskia) — місто в окрузі Айдахо, штат Айдахо, США. За оцінками на 2008 населення становило 654 особи.

## Історія
Історія міста Кускіа починається з 1895 року, коли уряд відвів 104 акра на будівництво міста. При заснуванні місту було дано назву Стюарт на честь торговця Джеймса Стюарта. 25 травня 1896 року відкрито поштове відділення, 1 січня 1898 надрукований перший примірник місцевої газети «Alta Idaho Area Paper». 13 березня 1900 до міста була підведена залізниця, станція отримала назву «Кускіа». 14 квітня 1902 місто перейменували на Кускіа, у відповідності до назви станції.
Слово «Кускіа» є похідним від індіанського Кус-Кус-Кіа, що означає «з'єднання вод». Справа в тому, що місто лежить на місці злиття південного та середнього рукавів ріки Кліруотер. Льюїс та Кларк неправильно витлумачили значення індіанської назви, переклавши її як «чиста вода» (англ. clear water), тим самим давши назву річці Кліруотер.

## Географія та клімат
Кускіа лежить в північно-західній частині округу Айдахо. Висота центральної частини міста становить 394 м. Площа міста дорівнює 1,8 км², з яких 0,1 км² займає водна поверхня. Поблизу від міста розташований перетин шосе US 12 та ID-13 при місті мається аеропорт.
| Кліматограма Кускії                                                                                          | Кліматограма Кускії | Кліматограма Кускії | Кліматограма Кускії | Кліматограма Кускії | Кліматограма Кускії | Кліматограма Кускії | Кліматограма Кускії | Кліматограма Кускії | Кліматограма Кускії | Кліматограма Кускії | Кліматограма Кускії |
| --- | ------------------- | ------------------- | ------------------- | ------------------- | ------------------- | ------------------- | ------------------- | ------------------- | ------------------- | ------------------- | ------------------- |
| С | Л                   | Б                   | К                   | Т                   | Ч                   | Л                   | С                   | В                   | Ж                   | Л                   | Г                   |
| 118 2 −3 | 90 6 −2             | 94 11 1             | 91 17 3             | 90 22 6             | 80 26 9             | 35 31 12            | 32 31 11            | 55 24 8             | 72 16 3             | 123 7 0             | 107 2 −3            |
| Середня макс. і мін. температури повітря (°C) Атмосферні опади (мм), за рік : 987,1 мм. Джерело: weather.com |                     |                     |                     |                     |                     |                     |                     |                     |                     |                     |                     |

| Клімат : Кускіа         | Клімат : Кускіа | Клімат : Кускіа | Клімат : Кускіа | Клімат : Кускіа | Клімат : Кускіа | Клімат : Кускіа | Клімат : Кускіа | Клімат : Кускіа | Клімат : Кускіа | Клімат : Кускіа | Клімат : Кускіа | Клімат : Кускіа | Клімат : Кускіа |
| Показник                | Січ.            | Лют.            | Бер.            | Квіт.           | Трав.           | Черв.           | Лип.            | Серп.           | Вер.            | Жовт.           | Лист.           | Груд.           | Рік             |
| Абсолютний максимум, °C | 12,8            | 20,0            | 23,9            | 28,3            | 32,8            | 37,2            | 41,7            | 41,1            | 37,2            | 30,6            | 24,4            | 12,8            | 41,7            |
| Середній максимум, °C   | 3,3             | 6,4             | 11,4            | 15,2            | 19,2            | 22,8            | 29,4            | 30,3            | 24,9            | 16,1            | 7,2             | 2,4             | 15,7            |
| Середній мінімум, °C    | −3,7            | −3,6            | −0,4            | 2,4             | 6,1             | 9,2             | 12,0            | 11,6            | 7,8             | 2,5             | −1,4            | −4,7            | 3,2             |
| Абсолютний мінімум, °C  | −21,1           | −23,9           | −14,4           | −5,6            | −2,2            | 1,1             | 3,3             | −1,1            | −2,8            | −12,8           | −21,1           | −25,6           | −25,6           |
| Норма опадів, мм        | 52              | 38              | 57              | 80              | 100             | 64              | 32              | 21              | 27              | 52              | 62              | 46              | 633             |
| Днів з опадами          | 14              | 11              | 13              | 15              | 14              | 13              | 6               | 5               | 6               | 10              | 14              | 14              | 135,0           |
| ----------------------- | --------------- | --------------- | --------------- | --------------- | --------------- | --------------- | --------------- | --------------- | --------------- | --------------- | --------------- | --------------- | --------------- |
| Джерело: WRCC           |                 |                 |                 |                 |                 |                 |                 |                 |                 |                 |                 |                 |                 |

## Населення

### Перепис 2010 року
Згідно з переписом 2010 року, у місті проживало 607 осіб у 272 домогосподарствах у складі 149 родин. Густота населення становила 360,5 особи/км². Було 315 помешкань, середня густота яких становила 187,1/км². Расовий склад міста: 90,0 % білих, 4,9 % індіанців, 0,5 % азіатів, 0,2 % інших рас, а також 4,4 % людей, які зараховують себе до двох або більше рас. Іспанці і латиноамериканці незалежно від раси становили 2,1 % населення.
Із 272 домогосподарств 26,1 % мали дітей віком до 18 років, які жили з батьками; 40,4 % були подружжями, які жили разом; 9,6 % мали господиню без чоловіка; 4,8 % мали господаря без дружини і 45,2 % не були родинами. 37,1 % домогосподарств складалися з однієї особи, у тому числі 18 % віком 65 і більше років. В середньому на домогосподарство припадало 2,17 мешканця, а середній розмір родини становив 2,79 особи.
Середній вік жителів міста становив 46,4 року. Із них 20,9 % були віком до 18 років; 5,9 % — від 18 до 24; 20,9 % від 25 до 44; 30,1 % від 45 до 64 і 22,1 % — 65 років або старші. Статевий склад населення: 50,6 % — чоловіки і 49,4 % — жінки.
Середній дохід на одне домашнє господарство  становив 34 484 долари США (медіана — 29 615), а середній дохід на одну сім'ю — 42 690 доларів (медіана — 36 000). Медіана доходів становила 37 292 долари для чоловіків та 22 159 доларів для жінок. За межею бідності перебувало 26,6 % осіб, у тому числі 28,6 % дітей у віці до 18 років та 17,5 % осіб у віці 65 років та старших.
Цивільне працевлаштоване населення становило 166 осіб. Основні галузі зайнятості: освіта, охорона здоров'я та соціальна допомога — 21,1 %, виробництво — 19,3 %, роздрібна торгівля — 10,8 %, мистецтво, розваги та відпочинок — 10,8 %.

### Перепис 2000 року
Згідно з переписом 2000 року, у місті проживало 675 осіб у 278 домогосподарствах у складі 179 родин. Густина населення становила 401,0 особи/км²). Було 332 помешкання, середня густота яких становила 197,2/км². Расовий склад населення станом на 2000:
- білі — 93,2 %;
- індіанці — 2,2 %;
- азіати — 0,3 %;
- інші раси — 1,6 %;
- дві і більше раси — 2,7 %.

Із 278 домогосподарств 30,2 % мали дітей віком до 18 років, які жили з батьками; 47,5 % були подружжями, які жили разом; 11,5 % мали господиню без чоловіка, і 35,3 % не були родинами. 33,1 % домогосподарств складалися з однієї особи, у тому числі 20,9 % віком 65 і більше років. В середньому на домогосподарство припадало 2,34 мешканця, а середній розмір родини становив 2,94 особи.
Віковий склад населення: 25,9 % віком до 18 років, 6,8 % від 18 до 24, 25,3 % від 25 до 44, 22,7 % від 45 до 64 і 19,3 % років і старші. Середній вік жителів — 40 років. Статевий склад населення: 50,4 % — чоловіки і 49,6 % — жінки.
Середній дохід домогосподарств у місті становив US$20 491, родин — $23 750. Середній дохід чоловіків становив $31 875 проти $12 500 у жінок. Дохід на душу населення в місті був $11 196. Близько 25,0 % родин і 25,6 % населення перебували за межею бідності, включаючи 35,1 % віком до 18 років і 12,3 % від 65 і старших.

## Цікаві факти
Мешканці Кускіа неофіційно називають своє місто «лосиною столицею світу».